# Napomyza minuta
Napomyza minuta är en tvåvingeart som beskrevs av Spencer 1981. Napomyza minuta ingår i släktet Napomyza och familjen minerarflugor.
Artens utbredningsområde är Kalifornien. Inga underarter finns listade i Catalogue of Life.